# 大坪稔
大坪 稔（おおつぼ みのる、1927年（昭和2年）8月4日 - 1995年（平成7年）7月8日）は、日本の民法学者。鹿児島大学名誉教授、西日本短期大学学長。専門は財産法。

## 略歴
1927年（昭和2年）8月4日、福岡県八女市に生まれる。1953年（昭和28年）に法政大学法学部法律学科を卒業し、1955年（昭和30年）に同大学大学院社会科学研究科（私法学専攻）を修了する。
1957年（昭和32年）に西日本短期大学専任講師、1964年（昭和39年）に九州産業大学商学部助教授を経て、1967年（昭和42年）に同教授。1974年（昭和49年）に北九州大学法学部に転任し、1982年（昭和57年）に鹿児島大学法文学部に転任する。鹿児島大学評議員、法学研究科長、大学院委員会委員などを歴任した。
1993年（平成5年）に鹿児島大学を退官し、西日本短期大学学長に就任する。
1995年（平成7年）7月8日に死去、67歳。

## 著書
単著
- 『法律学概説』（酒井書店、1967）
- 『実定法概説』（酒井書店、1974）
- 『契約法論（1）』（酒井書店、1978）
- 『地方公務員のための民事判例研究』（酒井書店、1981）

共著
- 『民事裁判例の基本原理』堀田泰司（著）采女博文（著）（嵯峨野書院、1994）

共編
- 『民法と現代社会』本城武雄（編集）（嵯峨野書院、1994）

## 参考
- 『現代物故者事典1994-1996』（日外アソシエーツ、1997）
- 献呈のことば- 鹿児島大学 法科大学院